# Голиблар (посёлок)
Голиблар (узб. Gʻoliblar/Ғолиблар) — городской посёлок, административный центр Арнасайского района Джизакской области Узбекистана.

## История
До начала 1990-х годов носил название имени Юлиуса Фучика. Статус городского посёлка был присвоен в 2009 году.

## География
Расположен в Голодной степи на берегу Акбулакского коллектора, в 16 км от железнодорожной станции Дустлик (на линии Сырдарьинская — Джизак).

## Население
| 1979 | 1989 |
| ---- | ---- |
| 2201 | 4590 |